# Жанна д'Арк (телесеріал, 1999)
«Жанна д'Арк» (англ. Joan of Arc) — британський міні-телесеріал режисера Крістіана Дюгея 1999 року про Жанну д'Арк.
Слогани:
- «Легенда. Свята.» (англ. A legend. A saint.)
- «Вона померла в 19. Через 500 років її легенда продовжує жити!» (англ. She died at 19. 500 years later her legend lives on!)

Прем'єра відбулася 16 травня 1999 року США.

## Сюжет
У 1412 році в Північній Франції, понівеченої постійними міжусобними війнами з бургундцями і багаторічною війною з англійцями, в простій селянській родині народилася дочка Жанна. Дізнавшись, що народилася дочка, батько хотів навіть вбити її — настільки жорстокі були часи. Але мати завадила чоловікові.
З дитинства дівчинка бачила тільки війни і вбивства, а у віці 12 років вперше пізнала божественне світло. Зовсім юною вона зрозуміла, що Богом на неї покладена місія врятувати Францію, об'єднавши її під правлінням одного короля Карла, який зможе об'єднати Францію і Бургундію і вигнати англійців. І проста сільська дівчина вирушає до дофіна.
Не вірячи в божественний вибір, дофін та єпископ Кошон, тим не менш, вирішили використовувати Жанну, оголосивши її Лотарингською дівою, яка повинна була прийти і врятувати народ у відповідності з пророцтвом Мерліна.

## Акторський склад
- Лілі Собескі — Жанна д'Арк
- Жаклін Біссет — Мати Жанни, Ізабелла Ромі
- Пауерс Бут — Батько Жак д'Арк
- Ніл Патрік Гарріс — дофін / король Карл VII
- Морі Чайкін — родич Жанни Робер де Бодрікур
- Олімпія Дукакіс — мати Бабетта
- Джонатан Гайд — Джон Ланкастерский, герцог Бедфорд
- Роберт Лоджа — батько Моне
- Ширлі Маклейн — Мадам де Боревуар
- Пітер О'Тул — єпископ П'єр Кошон
- Максиміліан Шелл — брат Жан ле Местр
- Пітер Штраусс — Ла Гір
- Рон Вайт — Жан де Дюнуа
- Джеймс Вулветт — Філіп III, герцог Бургундії

## Знімальна група
- Сценаристи: Майкл Александер Міллер, Рональд Паркер
- Режисер: Крістіан Дюгей
- Оператор: П'єр-Жиль